# Lobera de Gibijo
La Lobera de Gibijo es una construcción utilizada antiguamente para la caza de lobos situado en la provincia de Álava, en la sierra de Gibijo.  

## Localización
Se encuentra en la sierra de Gibijo/Gillarte, al noroeste del alto de Arangatxas y al sureste del salto del Nervión , a una altitud de 830m, es una sierra de calizas, bastante llana y con abundantes simas y dolinas.Se halla escondida en un hayedo.

## Historia
El último lobo que fue cazado mediante estas trampas en Euskal Herria fue en 1956, en la sierra de Gibijo.

## Geografía

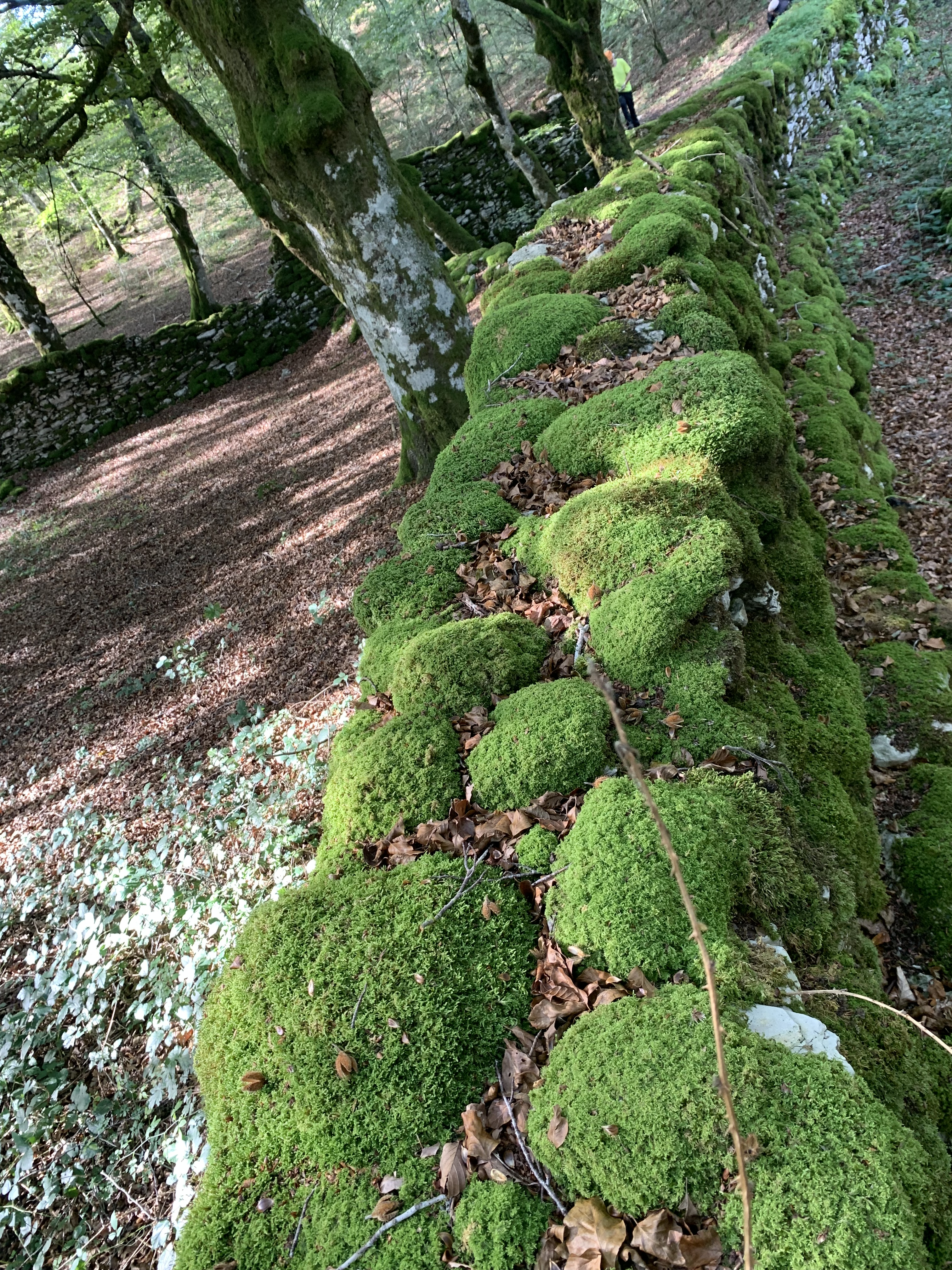
La lobera

La pared norte mide uno 335 metros y la sur unos 323, teniendo una apertura entre ellas de algo más de 300, estas paredes tienen unos 80 cm de grosor y no conservan la línea recta, sino que van tomando una serie de ángulos, la norte una vez y la sur dos veces para acentuar el efecto embudo. Las paredes tienen de 1,70 a 1,80 de altura, aunque la pared sur comience un buen tramo con una altura de 1,50,por la parte inicial y como a 1m de la parte superior tienen un pequeño escalón para que se encaramase la gente en él, y asustar a los lobos, en la pared norte en algunos tramos falta esta pared.
La parte superior de las paredes esta rematada con grandes lajas que dan consistencia y protegen estas paredes de aguas y nieves, pero sobre todo al sobresalir siempre hacia el interior, se le hacía más difícil saltarlas al lobo.
Esta lobera tiene tres pasos en sus paredes que servían para facilitar el pastoreo en su interior, indudablemente cuando había batida se cerraban.
El foso de Gibijo es de 44,27 metros cuadrados, teniendo la boca de entrada 10metros, y ahora presenta una profundidad de unos tres metros.